# Tratado de Paravicini

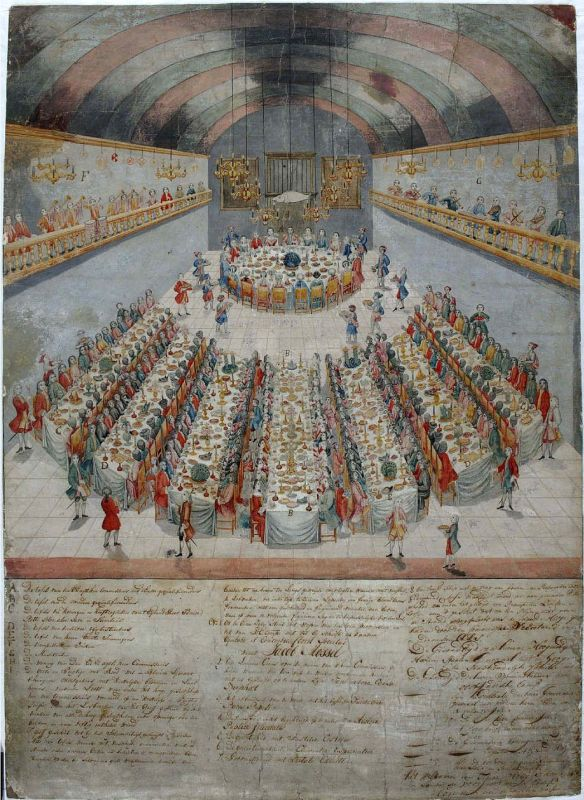
Cerimónia de assinatura do Tratado de Paravicini (1756). Ao centro Johannes Paravicini e dignitários da VOC, cercada por mesas onde estão instalados os chefes indígenas signatários e os membros das suas delegações (aguarela na colecção do Tropenmuseum do Koninklijk Instituut voor de Tropen em Amesterdão).

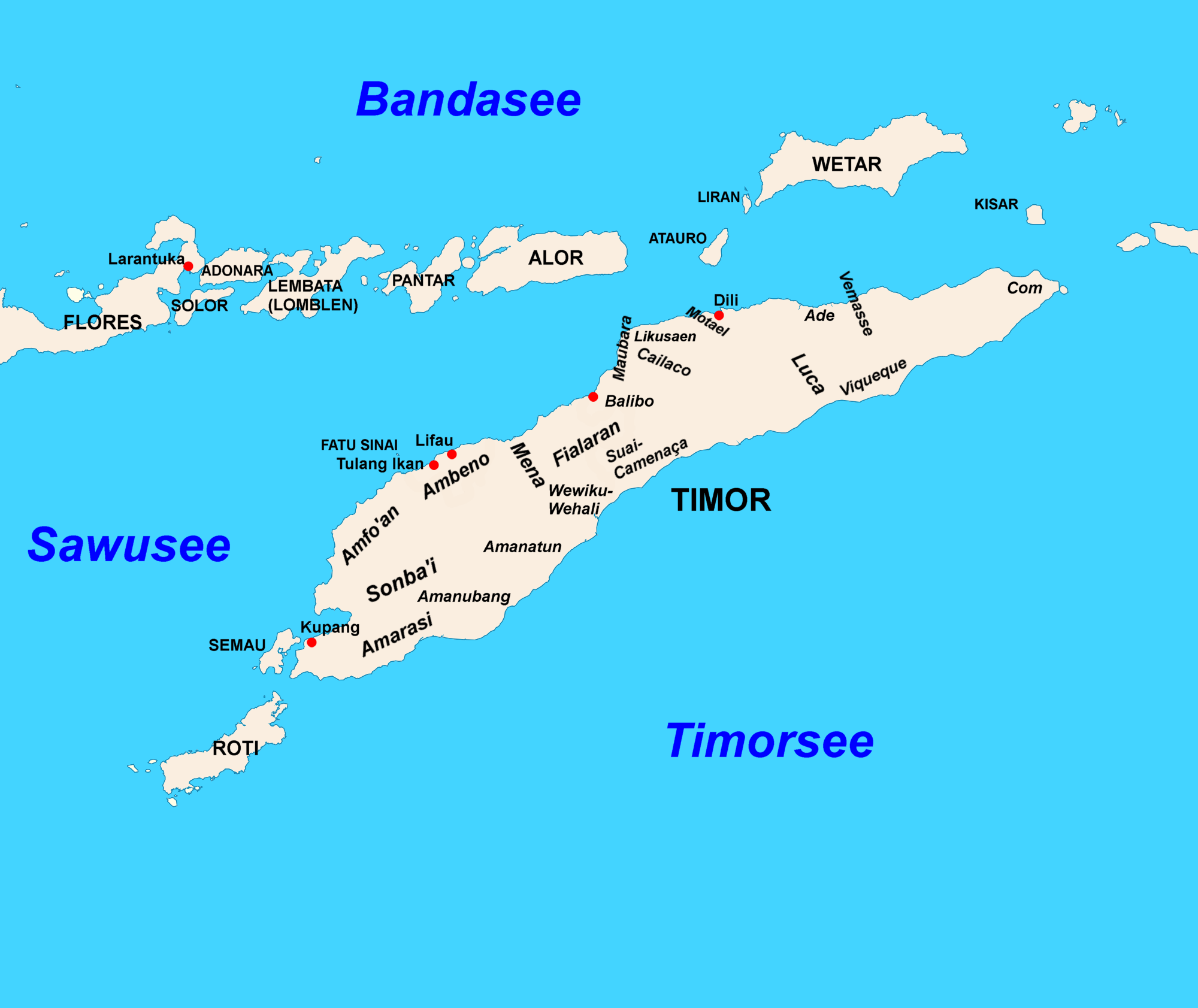
Divisão política de Timor e ilhas vizinhas no início do século XVIII.

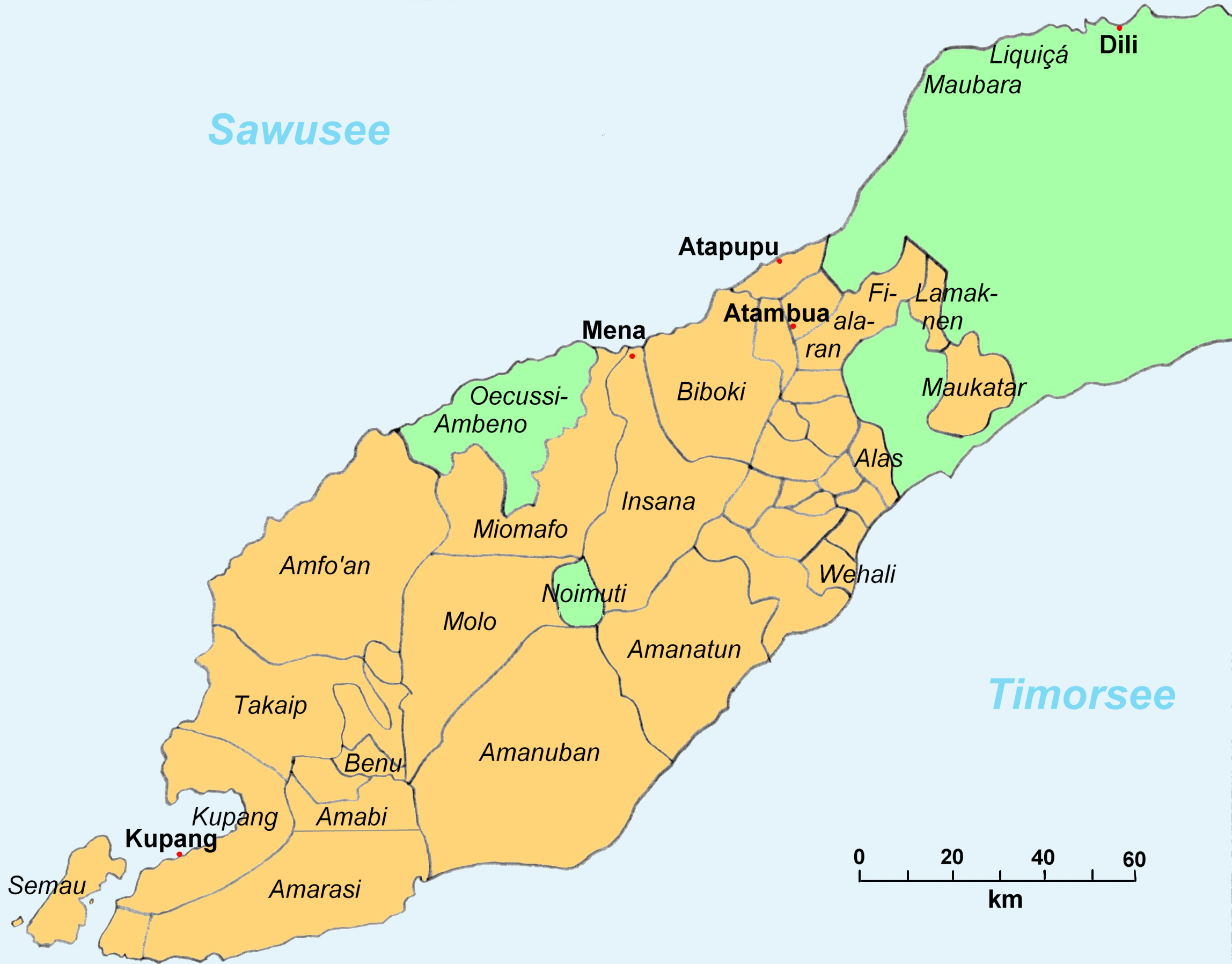
Demarcação fronteiriça entre o Timor Neerlandês (laranja) e o Timor Português (verde) em 1911 (traçado da fronteira na versão defendida pelos neerlandeses).

O Tratado de Paravicini foi um acordo de aliança e protectorado, celebrado em Kupang a 9 de Junho de 1756, entre os Países Baixos, representados pela Companhia Neerlandesa das Índias Orientais (VOC ou "Vereenigde Oost-Indische Compagnie"), e 48 régulos e outros líderes de Solor, Roti, Sawu, Sumba e da maior parte de Timor Ocidental. O tratado recebeu esta designação porque o seu promotor e principal negociador foi o administrador colonial e diplomata (comissaris) Johannes Andreas Paravicini, então ao serviço da VOC.

## Antecedentes
A Companhia Neerlandesa das Índias Orientais lutava contra Portugal, desde a sua fundação em 1602, pela supremacia no comércio e no controlo político da região do sudoeste asiático, em especial pelo controlo do Mar de Savu e das ilhas do leste do arquipélago indonésio, em particular as Pequenas Ilhas da Sonda. Esse conflito, com largos períodos de latência, agudizou-se em meados do século XVIII na região de Timor, quando em 1749 os neerlandeses e os seus aliados locais infligiram uma derrota devastadora às forças portuguesas e aos seus aliados topasse e timorenses. Desse episódio resultou a transferência para a esfera neerlandesa das lealdades de muitos régulos locais, antes independentes ou aliados dos portugueses, com destaque para os reinos sitos na parte ocidental da ilha de Timor.

## O Tratado e do seu impacte
Na captação da boa-vontade e interesse dos potentados locais, Paravicini usou como argumentos, reflectidos no texto do próprio tratado, serem os neerlandeses um povo liberal e bafejado pela sorte, pelo que somente entre ele as grandes virtudes da humanidade podiam ser encontradas. Prometia ainda que com os neerlandeses não se faria qualquer distinção "entre negros e brancos", antes pelo contrário, aqueles veriam "todos os homens como irmãos, com os mesmos direitos básicos" nas relações interpessoais. Podia-se ver as diferenças entre neerlandeses e portugueses, comparando a "desolada e pobre" capital portuguesa de Lifau com a "abençoado" capital neerlandesa de Kupang. Uma constatação surpreendente, dizia Paravicini, porque Lifau está localizada numa das regiões mais férteis da ilha, enquanto Kupang está localizado numa muito menos fértil. Essa seria uma demonstração daquilo que o trabalho duro e profícuo podia alcançar em colaboração com os neerlandeses.
Com o Tratado, depois de quase uma centena de anos de competição com os portugueses em Timor, a esfera de influência da VOC neerlandesa, até então restrita a Kupang e à região circunvizinha, alargava-se ao território de toda a parte ocidental da ilha, dando forma àquilo que é hoje a província indonésia de Timor Ocidental, e consolidava-se nas ilhas vizinhas. Apesar do tratado e das diligências diplomáticas que se lhe seguiram, a demarcação final da fronteira entre as possessões neerlandesas e portuguesa na região de Timor apenas foram fixadas em 1916.
Entre os signatários estava um certo Jacinto Correa (Hiacijinto Corea no documento), rei de Wewiku-Wehale e grão-duque de Belu, que assinou o tratado por si e em nome de 27 reinos a ele tradicionalmente subordinados na região central de Timor. Felizmente para os portugueses, Wehale ao tempo já não era um potentado capaz de manter todos os seus antigos régulos subordinados na esfera neerlandesa. Em consequência dessa falta de capacidade de impor o tratado, apesar de Wehale se ter transformado num protectorado neerlandês, os seus antigos vassalos permaneceram sob a bandeira de Portugal, pelo que 16 dos 27 reinos representados por Jacinto Correa estão actualmente no território do Estado de Timor-Leste.